# Смирнов, Владимир Николаевич (футболист)
Влади́мир Никола́евич Смирно́в (15 апреля 1947, Краснодар, СССР — 8 мая 2014, Москва) — советский футболист, защитник. Выступал за «Кубань» и московское «Динамо». Мастер спорта СССР.

## Карьера
Начинал карьеру в краснодарской «Кубани». Выступал за неё с 1965 по 1967 год во второй группе «А». В 1968 году перешёл в «Динамо». По итогам первого сезона был признан лучшим дебютантом сезона. В следующем году он сыграл 29 матчей. В 1970 стал обладателем Кубка СССР и был включён в список 33 лучших футболистов сезона под № 2.
После завершения карьеры игрока в 1986 году (до июля) тренировал команду «Динамо-2» (Москва), а также работал тренером в СДЮСШОР «Динамо». Среди его воспитанников Сергей Силкин.
Похоронен на Введенском кладбище Москвы.

## Достижения

### Командные
«Динамо»
- Обладатель Кубка СССР: 1970

### Личные
- В списке 33 лучших футболистов сезона в СССР: № 2 (1970)
- Лучший дебютант сезона: 1968